# Sida ovata
Sida ovata är en malvaväxtart som beskrevs av Peter Forsskål. Sida ovata ingår i släktet sammetsmalvor, och familjen malvaväxter. Inga underarter finns listade i Catalogue of Life.